# 50 оттенков голубого
«50 оттенков голубого» (англ. 50 Ways of Saying Fabulous; дословно — «50 способов сказать „прекрасный“») — фильм-драма, снятый 2005 году по одноимённому роману Грэма Эйткена. Премьера состоялась на Международном кинофестивале в Торонто.

## Сюжет
Действие происходит в Новой Зеландии летом 1975 года. 12-летний Билли обнаруживает, что мир на самом деле сложнее, чем он его себе представлял в детских мечтах о жизни в космическом пространстве. Он никак не может ужиться со своими одноклассниками. Билли чувствует, что никогда не сможет стать таким, как все: игра в регби и занятие фермерством — явно не для него. Вместо этого подросток предпочитает носить пучок светлых волос, с которым, как ему кажется, он становится похож на Лану, героиню своего любимого телешоу. У Билли есть двоюродная сестра Лу — полная противоположность Билли. Лу — очень бойкая девушка, которая больше всего на свете переживает из-за того, что увеличивающаяся в размере грудь скоро не позволит ей играть в регби. С приходом в класс нового неуклюжего и долговязого ученика по имени Рой, которого одноклассники тут же прозвали «уродом», жизнь Билли круто меняется. Между подростками возникает взаимное притяжение, основанное в том числе и на сексуальном интересе, хотя ни один из них ещё не знает, что такое гомосексуальность. Вскоре на ферме появляется красивый и харизматичный 20-летний новый работник Джейми. Билли тут же забывает о Рое и начинает мечтать об отношениях с Джейми. Рой из ревности пытается учинить расправу с ружьём. Он признаётся Билли в любви и предлагает продолжать отношения, но в ответ слышит: «Я ещё слишком маленький, к тому же с тобой мне страшно».

## В ролях
| Актёр           | Роль   |
| --------------- | ------ |
| Эндрю Паттерсон | Билли  |
| Майкл Дорман    | Джейми |
| Харриет Битти   | Лу     |
| Джей Коллинз    | Рой    |

## Награды
В 2006 году на Международном ЛГБТ-кинофестивале в Турине фильм был отмечен специальным призом жюри.